# فريتز فيشر (متسابق بياثل)
فريتز فيشر (بالألمانية: Fritz Fischer)‏ هو متسابق بياثل ألماني، ولد في 22 سبتمبر 1956 في كلهايم في ألمانيا.

## وصلات خارجية
- فريتز فيشر على موقع IBU (الإنجليزية)
- فريتز فيشر على موقع أوليمبيديا (الإنجليزية)